# Nori (élelmiszer)
Nori a japán neve a különböző ehető tengeri füveknek ill. vörösalgáknak (többek között Porphyra-fajoknak, mint például a Porphyra yezoensis és P. tenera). A nori elnevezést gyakran használják az élelmiszeripari termékekre, melyeket ezekből a tengeri „zöldségekből” állítanak elő. A kész termék előállítása emlékeztet a papírkészítésre.
Japán, Korea és Kína a legnagyobb termelők, mintegy 2 milliárd dolláros éves termelési értékkel.

## Történet
A nori szó korábban sokkal általánosabb jelentéssel bírt és mindenféle tengeri füvet ezzel az elnevezéssel illettek, többek között a hijikit is. Az első leírás a 8. századból származik. A Taiho Törvények 701-ben már említik, mint adólerovási terményt. 987-ben már mint általánosan elterjedt élelmiszert említik. Eredetileg pép volt, jelenlegi formáját az Edo időszakban kapta a Washi (japán papír) technológiájának alkalmazásával.
A "nori" kifejezés a szusi nemzetközi elterjedésével vált ismertté világszerte.

## Termelés
A tengeren, hálókon növesztett növényt 45 nap után lehet először vágni, majd nagyjából 10 naponta újra.
A gyártás modern, automata gépsorokon folyik, amelyek precízen másolják a kézi gyártás minden mozdulatát, ugyanakkor termelékenységük sokszorosa annak.
Japánban 600 km²-en termelnek norit.

## A nori lapok
A végtermék egy megközelítőleg 18x20cm-es, 3 grammos, papír vékonyságú, sötét, fekete-zöld lap.

## Shin-nori
A "shin" nori a japán Kjúsú szigetéhez tartozó Ariake-öbölben, az év első vágásából készült nori, amelyet a világ legjobb minőségének tekintenek.

## Felhasználás
A norit elsősorban a szusi és az onigiri betekeréséhez használják, de gyakran ízesítik vele a leveseket is.

## Tápérték
Kiváló kalcium és vas forrás.